# 群馬自動車大学校
群馬自動車大学校（ぐんまじどうしゃだいがっこう、英称：Gunma Automobile University School、英略称：GAUS（ガウス））とは、群馬県伊勢崎市にある自動車に関する専修学校。運営主体は学校法人小倉学園。

## 概要

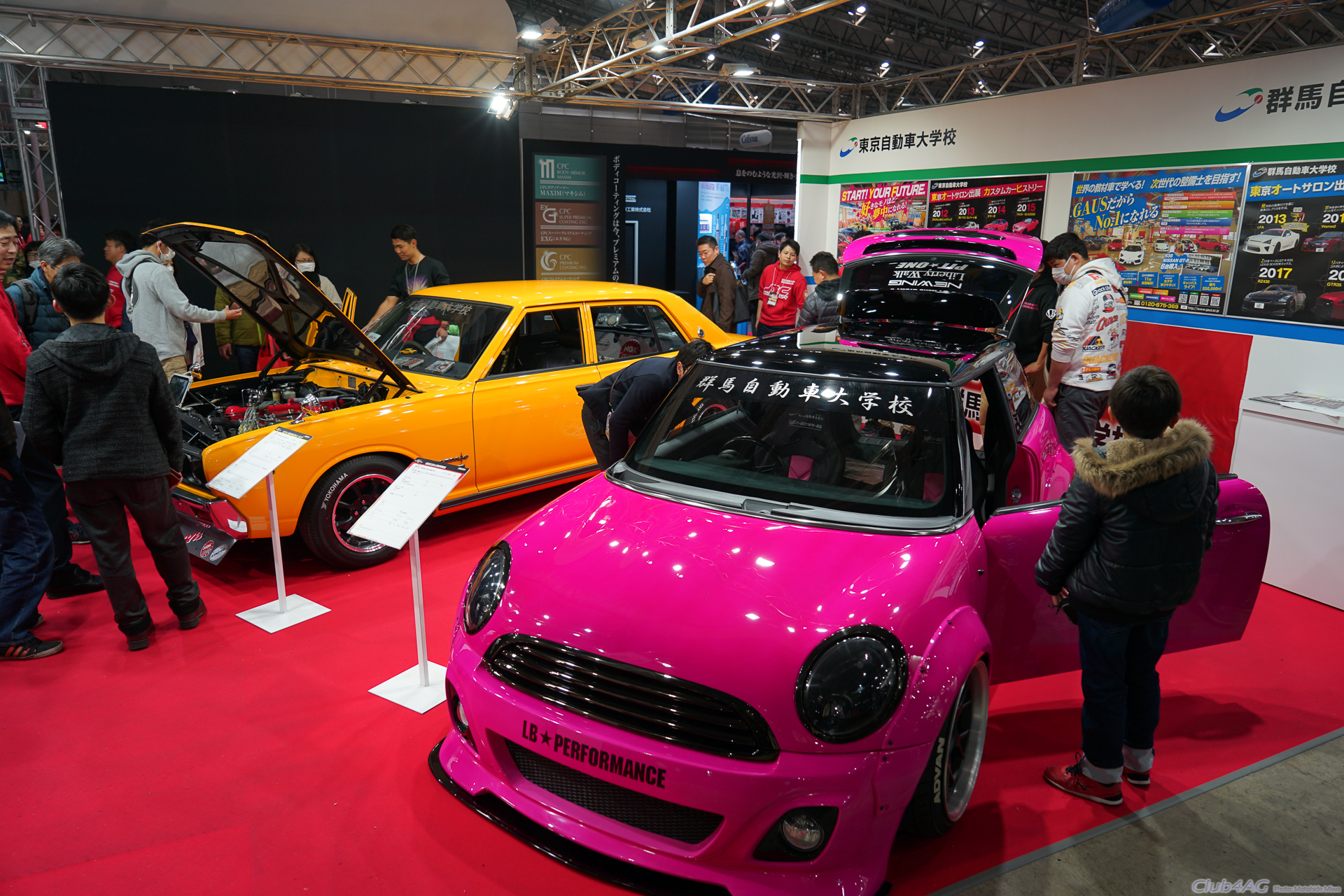
群馬自動車大学校が制作したBMW・ミニクーパー（R56）（東京オートサロン2019、ピンクの車両。）

一級自動車整備科と二級自動車整備科は所定の課程を修めることができると専門士の称号を付与できる専修学校である。また、一部の学科では産業能率大学の通信制課程への同時進学の道を選択することが可能である。

## 沿革
- 1967年3月31日 三級自動車整備士の養成を目的に設置認可。
- 1967年4月1日 開校。
- 1974年 二級自動車整備士を養成する二級課程を開設。
- 2003年 一級整備科と車体整備科を開設。
- 2017年 設立50周年を迎える。

## 学科
- 一級自動車整備科
- 二級自動車整備科
- 自動車車体整備科
- カスタマイズ科